# Release (álbum de Pet Shop Boys)
Release es el octavo álbum de estudio del dúo de synthpop británico Pet Shop Boys, lanzado en 2002 por el sello Parlophone. Esta entrega contó con canciones de ritmos más lentos que los habituales en el dúo.

## Antecedentes
Luego del lanzamiento de su anterior álbum de estudio, Nightlife, el dúo planeó lanzar una colección de grandes éxitos en el otoño del 2000 con las dos nuevas pistas «Positive Role Model» y «Somebody Else's Business». Mientras grababan las nuevas canciones, decidieron producir un álbum de estudio de larga duración. Este álbum tendría un estilo hip hop, y por lo que el dúo se reunió con colaboradores del rapero Dr Dre. Sin embargo, terminarían descartando esta idea y optarían por otro estilo. El 18 de marzo de ese año, publican «Home and Dry», sencillo que serviría de antesala a lo que sería Release.

## Grabación y lanzamiento
Previo al lanzamiento del disco, el grupo se vio envuelto en mucha polémica, puesto que el álbum sería filtrado a internet, lo que provocó descargas ilegales masivas, que perjudicaron seriamente el lanzamiento y las ventas posteriores. A pesar de esto, Release saldría a la venta de manera oficial, el 1 de abril de 2002.
Producido por ellos mismos, (con excepción de "London" que, fue grabado en Berlín con el productor alemán Chris Zippel), el álbum le permitió al dúo experimentar con sonidos acústicos más sencillos y canciones más emocionales. Fue mayormente grabado en los estudios del grupo, en el noreste de Inglaterra. "Allá arriba, realmente no nos sentíamos como si estuviéramos en medio de algún tipo de escena", comentaría Tennant. "Es un paisaje bastante árido, bastante sombrío, y eso se refleja en el tipo de música que estábamos escribiendo y en la forma en que suena". Poco antes de la finalización de las grabaciones, el guitarrista de la disuelta banda The Smiths, Johnny Marr, colaboraría junto al grupo, reproduciendo algunas de las partes de guitarra de Tennant y agregando algunas propias.  
Alejados de la escena dance y el sonido glamuroso de años anteriores, el álbum presenta un mayor protagonismo en las letras y en la composición. Release cuenta con canciones más lentas y acústicas, combinando instrumentos clásicos como guitarra, bajo y batería con los habituales sintetizadores de Lowe. La versión original del álbum tenía once pistas, pero «I Didn't Get Where I Am Today» se eliminó del álbum antes del lanzamiento y luego se convirtió en una pista extra del sencillo de 2004 «Flamboyant». Otras pistas grabadas durante las sesiones del álbum que terminaron como caras B son «Between Two Islands», «Searching for the Face of Jesus», «Sexy Northerner» y «Always».  
Release fue relanzado el 28 de julio de 2017 como Release/Further listening: 2001-2004. En esta reedición se remasterizaron todas las canciones y se incluyeron dos discos con material inédito.

## Sencillos
Las canciones «Home and Dry», «I Get Along» y «London» fueron lanzadas como sencillos del álbum. Todos los videos musicales que lo acompañan fueron conceptualizados por fotógrafos profesionales (Wolfgang Tillmans, Bruce Weber y Martin Parr respectivamente). 
«Home and Dry» apareció con un clip minimalista que consiste casi en su totalidad en imágenes de ratones filmadas en una estación de metro de Londres. El video recibió el premio a mejor clip del año en una ceremonia de la cadena musical MTV, y al mismo tiempo, provocó el desencanto de algunos fanes por su planteamiento y su sencillez. La aparición del segundo sencillo, «I Get Along», supuso un escándalo en la carrera de los británicos: en ella se recreaba una hipotética conversación por la que el primer ministro británico Tony Blair se vio obligado a apartar del gobierno a uno de sus mejores amigos, Peter Mandelson. Este hecho les obligó a hablar en privado con Mandelson y estuvo a punto de llevarles a juicio. El video de «London», fue dirigido por Martin Parr y presenta a dos hombres interpretando la letra de la canción en la ciudad de Londres.

## Título y portada del álbum
El título del álbum fue sugerido por Tillmans. "Creo que funciona, porque hay una sensación de liberación emocional", comentó Tennant. "Y es el nuevo lanzamiento de Pet Shop Boys".
La portada original del álbum, consiste en una flor impresa en un fondo de relieve gris. Posteriormente, se lanzaron ediciones con otros tipos de flores en distintos colores (gris, azul, rosa y rojo). En EE. UU. y Japón, las ediciones especiales incluyeron un disco extra con canciones no incluidas en el disco original (caras b como «Sexy Northener» y remixes). En el caso de Japón se lanzó una edición con una portada totalmente distinta a la original, con una flor roja sobre un fondo blanco, pero con disco de extras también incluido. El trabajo artístico quedó en manos de Greg Foley, y fue nominado en 2003, a un premio Grammy por mejor diseño de embalaje.

## Recepción
Esta nueva entrega dividiría mucho la opinión entre los fanes y los críticos, ya que se distancia por completo del estilo de las canciones bailables en las que el dúo estaba consolidado. Muchos consideraron este álbum como el más flojo de su repertorio, anticipando que sería el inicio de una caída cuesta abajo para los Pet Shop Boys, mientras que otros vieron a Release como un himno agradable con ciertas joyas. El álbum no tuvo el éxito que lograron sus anteriores entregas, aunque logró posicionarse entre los primeros puestos de las listas musicales, no sobrepasó el número #7 en los charts británicos y las ventas no superaron las 800.000 copias en el mundo.
Peter Robinson declaró para NME: "Defender Release será menos fácil. Es su peor álbum hasta la fecha". Carlos Ubeda comentó sobre el álbum: "La adultez como reconocimiento de la decadencia. Canciones más lentas y acústicas, himnos agradables. Todo muy correcto, pero también muy vacío". Sarah Bee, en un lado más positivo, escribió: "aunque algunas partes son un poco tontas, la mayor parte es absolutamente adorable". Para la revista Billboard: "Release no podría ser más encantador si lo intentara. En serio. En el transcurso de 10 pistas [...] Pet Shop Boys ofrecen un punto culminante en su carrera, incluso superando el increíblemente sólido Behavior de 1990. Evitando la tarifa de pista de baile excesivamente producida de álbumes recientes como Nightlife, Release se enfoca en canciones pop puras, punto". Jacqueline Hodges declaró para BBC Music: "Con una carrera establecida que abarca tanto tiempo, tomar un cambio de dirección y convertirse en una banda de rock envejecida será una apuesta, pero esta no dio sus frutos".

## Lista de canciones
Todas las canciones están escritas por Neil Tennant y Chris Lowe, excepto donde se indica.

### Release[16]
| N.º   | Título                     | Escritor(es)                  | Duración |  |
| 1.    | «Home and Dry»             |                               | 4:22     |  |
| 2.    | «I Get Along»              |                               | 5:51     |  |
| 3.    | «Birthday Boy»             |                               | 6:28     |  |
| 4.    | «London»                   | Tennant - Lowe - Chris Zippel | 3:47     |  |
| 5.    | «E-Mail»                   |                               | 3:56     |  |
| 6.    | «The Samurai In Autumn»    |                               | 4:18     |  |
| 7.    | «Love Is A Catastrophe»    |                               | 4:51     |  |
| 8.    | «Here»                     |                               | 3:16     |  |
| 9.    | «The Night I Fell In Love» |                               | 5:05     |  |
| 10.   | «You Choose»               |                               | 3:13     |  |
| 45:00 |                            |                               |          |  |

### CD bonus de edición limitada[16]
| CD 2  |                                         |                                                           |          |  |
| N.º   | Título                                  | Escritor(es)                                              | Duración |  |
| 1.    | «Home And Dry (remix ambiental)»        |                                                           | 5:29     |  |
| 2.    | «Sexy Northerner»                       |                                                           | 3:40     |  |
| 3.    | «Always»                                |                                                           | 5:06     |  |
| 4.    | «Closer To Heaven (versión lenta)»      |                                                           | 6:30     |  |
| 5.    | «Nightlife»                             |                                                           | 3:56     |  |
| 6.    | «Friendly Fire (versión de estudio)»    |                                                           | 3:26     |  |
| 7.    | «Break 4 Love (remix de radio)»         | Vaughan Mason - Versión de Pet Shop Boys y Peter Rauhofer | 3:29     |  |
| 8.    | «Home And Dry (remix de Blank & Jones)» |                                                           | 6:38     |  |
| 38:14 |                                         |                                                           |          |  |

### Further listening: 2001-2004
| Disco 2  |                                                     |                                         |          |  |
| N.º      | Título                                              | Escritor(es)                            | Duración |  |
| 1.       | «Between Two Islands»                               | Tennant / Lowe / Leon Ware / T-Boy Ross | 5:10     |  |
| 2.       | «Searching for the Face of Jesus»                   |                                         | 3:25     |  |
| 3.       | «Time on My Hands»                                  |                                         | 3:52     |  |
| 4.       | «Motoring (demo)»                                   |                                         | 4:02     |  |
| 5.       | «Love Life»                                         |                                         | 3:44     |  |
| 6.       | «Transparent»                                       |                                         | 3:51     |  |
| 7.       | «Sexy Northerner»                                   |                                         | 3:39     |  |
| 8.       | «The Night Is a Time to Explore Who You Are (demo)» |                                         | 3:52     |  |
| 9.       | «Closer to Heaven (versión lenta)»                  |                                         | 6:27     |  |
| 10.      | «Run, Girl, Run (demo)»                             |                                         | 3:48     |  |
| 11.      | «I Didn't Get Where I Am Today»                     | Tennant / Lowe / Dave Lambert           | 3:37     |  |
| 12.      | «Always»                                            |                                         | 5:02     |  |
| 13.      | «Home and Dry (remix ambiental)»                    |                                         | 5:29     |  |
| 14.      | «Bright Young Things (demo)»                        |                                         | 4:26     |  |
| 15.      | «Kazak (demo)»                                      |                                         | 2:48     |  |
| 16.      | «A Powerful Friend (versión de John Peel)»          |                                         | 3:16     |  |
| 17.      | «If Looks Could Kill (versión de John Peel)»        |                                         | 4:24     |  |
| 01:07:36 |                                                     |                                         |          |  |

| Disco 3  |                                           |                                           |          |  |
| N.º      | Título                                    | Escritor(es)                              | Duración |  |
| 1.       | «Try it (I’m in love with a married man)» | Bobby Orlando                             | 4:04     |  |
| 2.       | «Here (nuevo remix extendido)»            |                                           | 6:17     |  |
| 3.       | «If Looks Could Kill»                     |                                           | 4:10     |  |
| 4.       | «A Powerful Friend»                       |                                           | 3:22     |  |
| 5.       | «Party Song»                              |                                           | 3:40     |  |
| 6.       | «No Excuse (demo)»                        |                                           | 3:34     |  |
| 7.       | «Blue on Blue»                            |                                           | 3:10     |  |
| 8.       | «Jack and Jill Party (demo)»              |                                           | 3:42     |  |
| 9.       | «Baby (demo)»                             |                                           | 3:43     |  |
| 10.      | «Flamboyant (demo original)»              |                                           | 4:23     |  |
| 11.      | «Miracles»                                | Dan Fresh Stein / Adam F / Tennant / Lowe | 3:55     |  |
| 12.      | «Flamboyant (remix de 7″)»                |                                           | 3:37     |  |
| 13.      | «Numb (demo)»                             | Diane Warren                              | 3:38     |  |
| 14.      | «In Private (con Elton John)»             |                                           | 4:10     |  |
| 15.      | «Alone Again, Naturally (con Elton John)» | Gilbert O'Sullivan                        | 3:24     |  |
| 16.      | «Reunion (remix electrónico)»             |                                           | 4:29     |  |
| 17.      | «Bright young things»                     |                                           | 4:55     |  |
| 18.      | «We’re the Pet Shop Boys»                 | My Robot Friend                           | 4:55     |  |
| 01:13:08 |                                           |                                           |          |  |